# Ryōhei Hayashi
Ryōhei Hayashi (japanisch 林 陵平 Hayashi Ryōhei; * 8. September 1986 in Hachiōji, Präfektur Tokio) ist ein ehemaliger japanischer Fußballspieler.

## Karriere
Hayashi erlernte das Fußballspielen in der Jugendmannschaft von Tokyo Verdy und der Universitätsmannschaft der Meiji-Universität. Seinen ersten Vertrag unterschrieb er 2009 bei seinem Jugendverein Tokyo Verdy. Der Verein spielte in der zweithöchsten Liga des Landes, der J2 League. Für den Verein absolvierte er 32 Ligaspiele. 2010 wechselte er zum Ligakonkurrenten Kashiwa Reysol. 2010 wurde er mit dem Verein Meister der J2 League und stieg in die J1 League auf. Mit dem Verein wurde er 2011 japanischer Meister. Für den Verein absolvierte er 37 Ligaspiele. Im Juli 2012 wechselte er zum Zweitligisten Montedio Yamagata. Am Ende der Saison 2014 stieg der Verein in die J1 League auf. Am Ende der Saison 2015 stieg der Verein wieder in die J2 League ab. Für den Verein absolvierte er 106 Ligaspiele. 2017 wechselte er zum Ligakonkurrenten Mito HollyHock. Für den Verein absolvierte er 41 Ligaspiele. 2018 wechselte er zum Ligakonkurrenten Tokyo Verdy. Für den Verein absolvierte er 44 Ligaspiele. Im August 2019 wurde er an den Ligakonkurrenten FC Machida Zelvia ausgeliehen. Für den Verein absolvierte er vier Ligaspiele. 2020 kehrte er zu Tokyo Verdy zurück. Im März 2020 wechselte er ein Jahr auf Leihbasis zum Ligakonkurrenten Thespakusatsu Gunma. Für Gunma stand er 36-mal in der zweiten Liga auf dem Spielfeld. Im Januar 2021 kehrte er nach der Ausleihe zu Verdy zurück.
Am 1. Februar 2021 beendete Hayashi seine Karriere als Fußballspieler.

## Erfolge
Kashiwa Reysol
- J1 League: 2011

- Kaiserpokal: 2012

Montedio Yamagata
- Kaiserpokal: 2014 (Finalist)